# The Muppets (film)
The Muppets is een bioscoopfilm uit 2011 met Jim Hensons Muppets, geregisseerd door James Bobin. Het scenario is van de hand van Nicholas Stoller en Jason Segel. De laatste speelt eveneens een van de hoofdrollen. In de Verenigde Staten ging de film op 23 november 2011 in première. In Nederland en België verscheen de rolprent op respectievelijk 8 en 15 februari 2012 op het witte doek. De film verscheen samen met de korte film Small Fry, die gebaseerd is op Toy Story.

## Verhaal
Wanneer Walter (Peter Linz), 's werelds grootste Muppet-fan, met zijn broer Gary (Jason Segel) en diens vriendin Mary (Amy Adams) op bezoek is in het oude, vervallen Muppet-theater, vangt hij op dat oliebaron Tex Richman (Chris Cooper) van plan is het te kopen. Hij wil het afbreken om naar olie te kunnen boren op de locatie van het pand. De drie sporen Kermit de Kikker (Steve Whitmire) op en lichten hem in. Het theater kan gered worden als de Muppets het kopen voor 10 miljoen dollar, die ze zouden kunnen inzamelen door middel van een grootschalige televisieactie. Kermit zegt echter dat dit plan niet kan werken, aangezien de mensen de Muppets allang zijn vergeten. Walter drukt hem op het hart dat ze nog steeds erg veel fans hebben en haalt hem over om toch op zoek te gaan naar zijn oude vrienden, die in de laatste jaren allen hun eigen weg zijn gegaan, en de Muppets weer bij elkaar te brengen.

## Rolverdeling

### Acteurs
| Acteur            | Rol                                      | Nederlandse stem   | Vlaamse stem       |
| ----------------- | ---------------------------------------- | ------------------ | ------------------ |
| Jason Segel       | Gary                                     | Charly Luske       | Frank Hoelen       |
| Amy Adams         | Mary                                     | Lottie Hellingman  | Ann Van den Broeck |
| Chris Cooper      | Tex Richman                              | Hajo Bruins        | Karel Deruwe       |
| Rashida Jones     | Omroepbaas Veronica Martin               | Plien van Bennekom | Katrien De Becker  |
| Jack Black        | Zichzelf                                 | Pim Veth           | Roel Vanderstukken |
| Emily Blunt       | Miss Piggy's receptioniste               | Noortje Herlaar    | Siska Schoeters    |
| Dave Grohl        | Animool                                  | Just Meijer        |                    |
| Kristen Schaal    | Woedetherapeut                           | Sara Kroos         | Roos Van Acker     |
| Jim Parsons       | Menselijke versie van Walter             | Tony Neef          | Stef Caers         |
| Zach Galifianakis | Hobo Joe                                 | Sander de Heer     | Jan Van Hecke      |
| Leslie Feist      | Bloemenverkoopster/Inwoner van Smalltown | Fleur van de Water |                    |
| Alan Arkin        | Gids Muppetstudios                       | Rob van de Meeberg | Ludo Hellinx       |

Andere cameo's in de film zijn van: Bill Cobbs, Ken Jeong, Eddie Pepitone, Sarah Silverman, Eddie "Piolin" Sotelo, Raymond Ma, Shu Lan Tuan, Donald Glover, Aria Noelle Curzon, James Carville, Whoopi Goldberg, Selena Gomez, Neil Patrick Harris, Judd Hirsch, John Krasinski, Rico Rodriguez, Mickey Rooney, Casey Sander en Jerry Nelson

### Poppen
| Poppenspeler   | Muppet                 | Nederlandse stem      | Vlaamse stem        |
| -------------- | ---------------------- | --------------------- | ------------------- |
| Peter Linz     | Walter                 | Jamai Loman           | Raf Van Brussel     |
| Steve Whitmire | Kermit de Kikker       | Wim T. Schippers      | Peter Van den Begin |
| Steve Whitmire | Rizzo                  | Huub Dikstaal         |                     |
| Steve Whitmire | Statler                | Fred Meijer           | Walter Grootaers    |
| Steve Whitmire | Link Hogthrob          | Olaf Wijnants         |                     |
| Steve Whitmire | Muppet Newsman         | Rob van de Meeberg    |                     |
| Steve Whitmire | Beaker                 | Sipke Jan Bousema     | Jan Van Hecke       |
| Bill Barretta  | Pepe the King Prawn    | Sipke Jan Bousema     |                     |
| Bill Barretta  | Rowlf                  | Florus van Rooijen    | Winok Seresia       |
| Bill Barretta  | Bobo the Bear          | Howard Komproe        | Sam De Bruyn        |
| Bill Barretta  | Dr. Teeth              | Roué Verveer          | Axel Daeseleire     |
| Bill Barretta  | Swedish Chef           | Joop Braakhekke       | Günther Lesage      |
| Bill Barretta  | Behemoth               | Simon Zwiers          |                     |
| Bill Barretta  | Muppet-versie van Gary | Tony Neef             | Steve Kashala       |
| Dave Goelz     | Gonzo                  | Arjan Ederveen        | Alex Agnew          |
| Dave Goelz     | Dr. Bunsen Honeydew    | Paul Disbergen        |                     |
| Dave Goelz     | Zoot                   | Paul Disbergen        |                     |
| Dave Goelz     | Waldorf                | Youp van 't Hek       | Jacques Vermeire    |
| Dave Goelz     | Beauregard             | Paul Disbergen        |                     |
| Dave Goelz     | Kermoot                | Paul Disbergen        |                     |
| Eric Jacobson  | Fozzie Bear            | Reinder van der Naalt | Iwein Segers        |
| Eric Jacobson  | Miss Piggy             | Reinder van der Naalt | Walter Baele        |
| Eric Jacobson  | Animal                 | Frans Limburg         | Govert Deploige     |
| Eric Jacobson  | Sam the Eagle          | Marcel Jonker         | Ludo Hellinx        |
| Eric Jacobson  | Marvin Suggs           | Ewout Eggink          |                     |
| David Rudman   | Scooter                | Armin van Buuren      | Günther Lesage      |
| David Rudman   | Janice                 | Anneke Beukman        |                     |
| David Rudman   | Wayne                  | Ewout Eggink          |                     |
| David Rudman   | Miss Poogy             | Jack Wouterse         | Ivan Pecnik         |
| Matt Vogel     | Floyd Pepper           | Florus van Rooijen    |                     |
| Matt Vogel     | Camilla                | Matt Vogel            |                     |
| Matt Vogel     | Sweetums               | Just Meijer           |                     |
| Matt Vogel     | Lew Zealand            | Fred Meijer           |                     |
| Matt Vogel     | Uncle Deadly           | Murth Mossel          | Tomas De Soete      |
| Matt Vogel     | Crazy Harry            | Just Meijer           |                     |
| Matt Vogel     | Jaren tachtig-robot    | Thijs van Aken        | Bert Van Poucke     |
| Matt Vogel     | Roowlf                 | Ewout Eggink          |                     |
| Matt Vogel     | Janooce                | Just Meijer           |                     |

Overige Nederlandse stemmen werden verzorgd door:
| - Marjolein Algera - Jary Beekhuizen - Anneke Beukman - Huub Dikstaal - Paul Disbergen - Ewout Eggink - Elaine Hakkaart | - Boyan van der Heijden - Floor Kloosterman - Rob van de Meeberg - Just Meijer - Hilde de Mildt - Tony Neef - Maikel Nieuwenhuis | - Victor Peeters - Sander van der Poel - Edward Reekers - Marjolein Spijkers - Fleur van de Water - Xavier Werner - Kas Westerbeek |

De zang werd verzorgd door:
| - Han van Eijk - Cindy Oudshoorn - Franky Rampen - Ingrid Simons |

De Nederlandse studiocrew:
| - Dialoogregie, zangregie en vertaler zang: Hilde de Mildt - Vertaler zang en dialoog: Judith Dekker - Nasynchronisatiestudio: SDI Media |

## Vervolg
Muppets Most Wanted ging op 8 mei 2014 in première in Nederland. Disney België bracht de film niet in de bioscoop.

## Trivia
- Zoals in voorgaande Muppet-films zijn er een aantal gastoptredens van bekende mensen. In The Muppets zijn onder anderen Whoopi Goldberg, Dave Grohl, Neil Patrick Harris, Selena Gomez, Mickey Rooney en Sarah Silverman kort te zien. Er werden eveneens scènes opgenomen met Billy Crystal, Ricky Gervais, Kathy Griffin, Mila Kunis, Wanda Sykes en Danny Trejo, maar deze hebben de uiteindelijke film niet gehaald. Sykes en Trejo komen wel voor in de teasertrailer "The Fuzzy Pack".
- Daarnaast komen er Muppets in de film voor die soms al sinds de jaren tachtig niet meer te zien zijn geweest in Muppet-producties, zoals Thog en Wayne en Wanda. Ook bleken tijdens de voorbereidingen van de film dat er poppen verdwenen waren, zoals de pop van Marvin Suggs.
- Tijdens de aftiteling brengen de Snowths het lied Mahna Mahna, maar de Muppet Mahna Mahna, die gewoonlijk met hen meezingt, werd vervangen door personages uit de film, behalve bij Gary (Jason Segel), dan zingt Mahna Mahna wel zelf.
- Deze film is de allereerste Muppetproductie die in het Nederlands is nagesynchroniseerd. Hetzelfde geldt voor de Vlaamse versie.